# Capcană

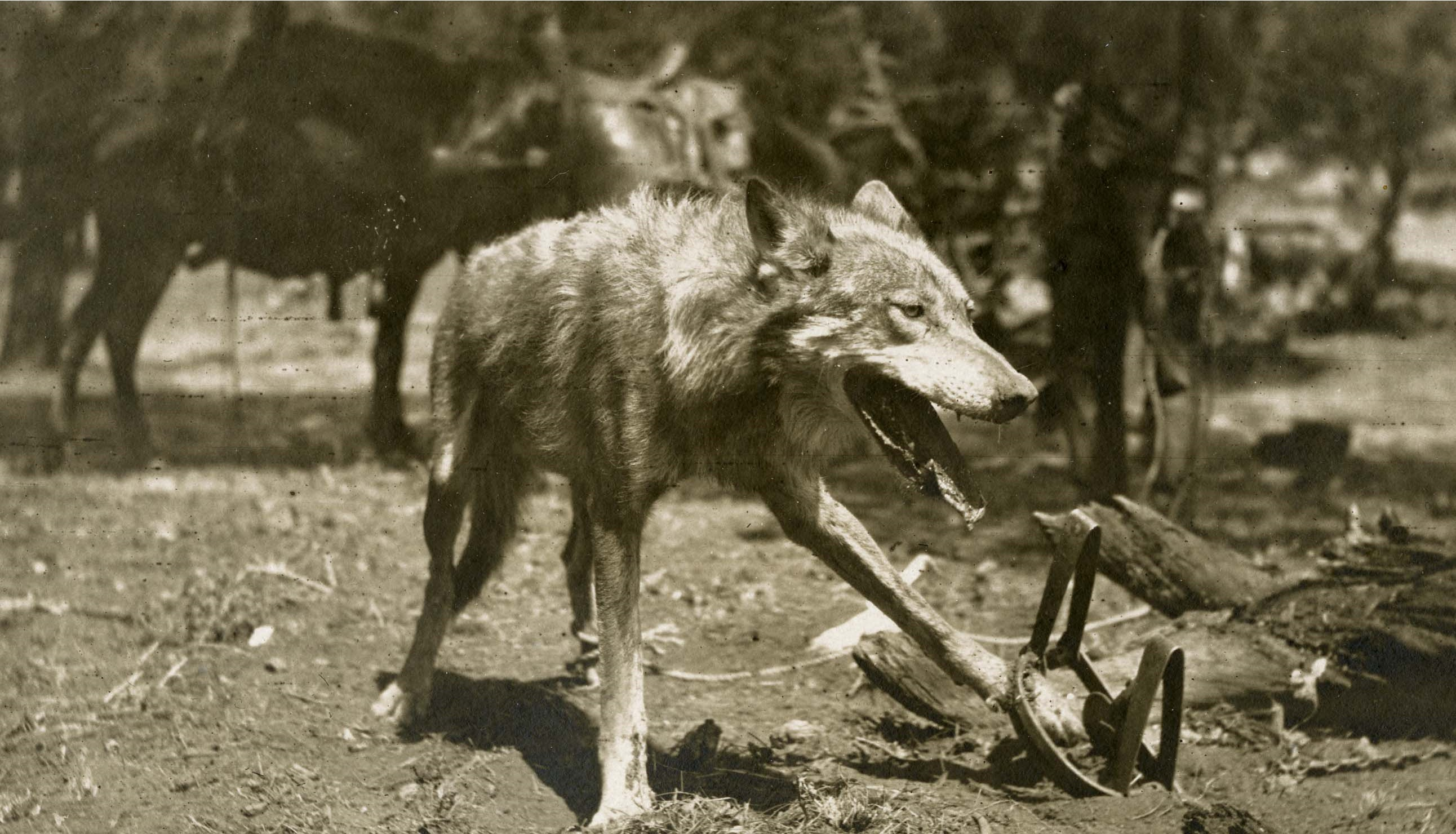

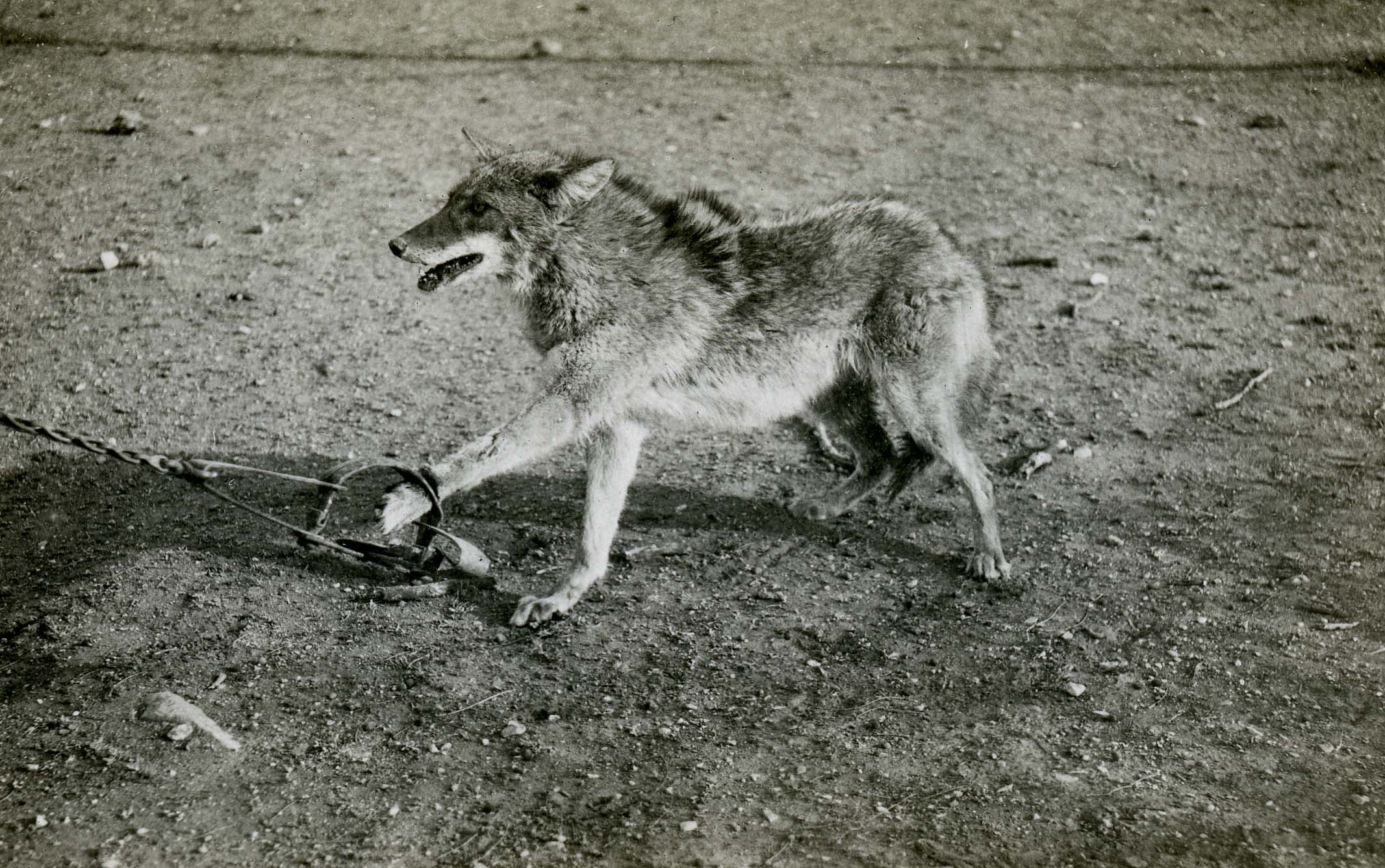

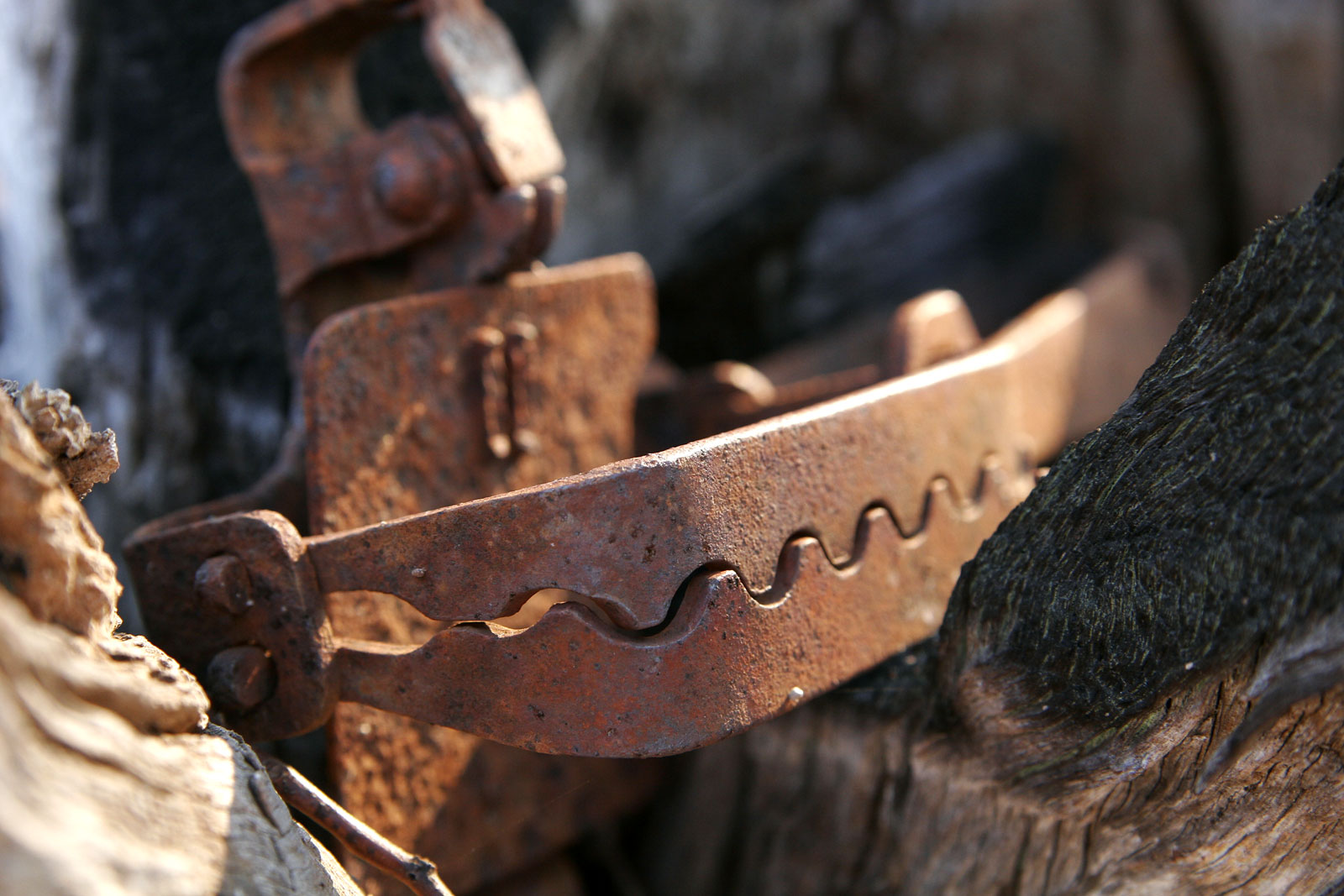
Capcană metalică pentru iepuri

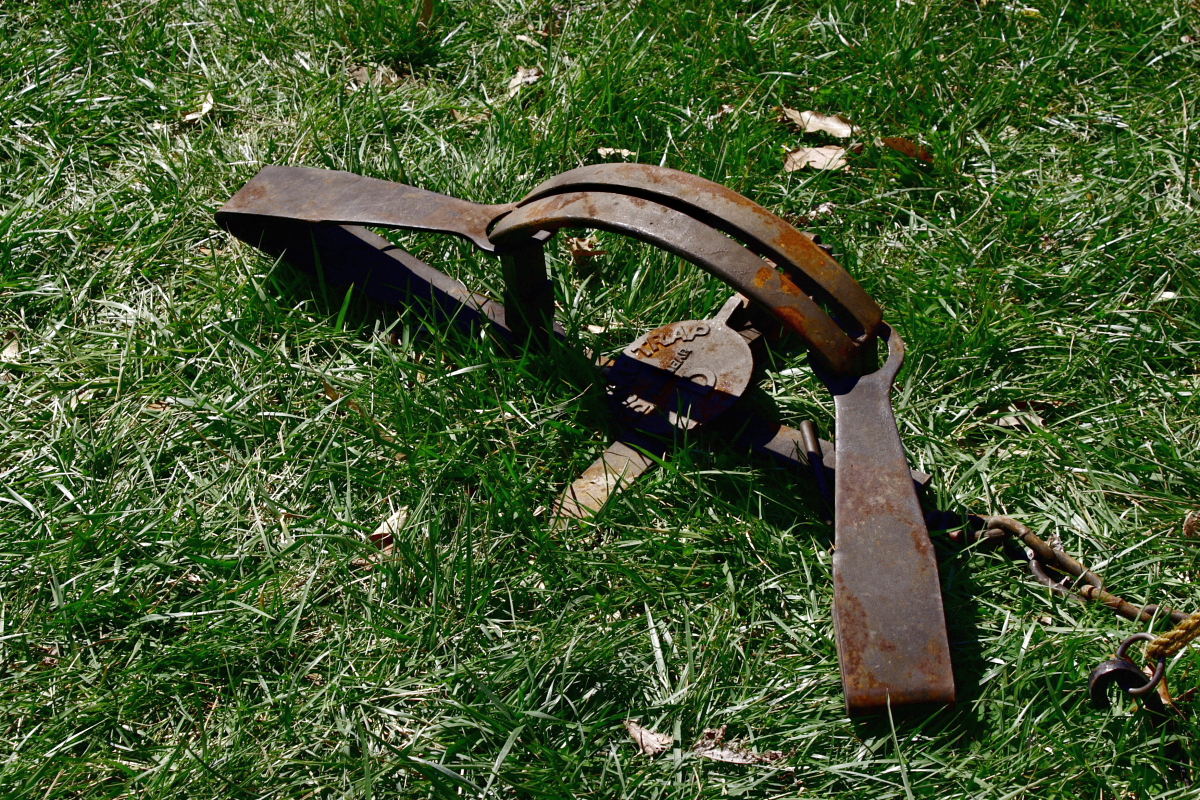
Capcană cu pedală

Capcana (din turcă kapkan) sau cursa (din albaneză kurthë) este un dispozitiv, ce poate avea diferite forme, folosit pentru prinderea unor animale și păsări.
În gospodărie, capcana se folosește pentru prinderea șoarecilor și șobolanilor.

Șobolan prins în capcană

În România, Legea vânătorii și a protecției fondului cinegetic  prevede în  Art. 33. – (1)  că Vânătoarea se practică (între altele) cu: .... d) capcane autorizate, definite de prezenta lege. În Dispoziții generale, Art. 1 d) se definește ce este o capcană autorizată: orice dispozitiv folosit în scopul capturării exemplarelor din speciile de faună de interes cinegetic, a cărui utilizare a fost avizată de autoritatea publică centrală care răspunde de silvicultură și aprobată de autoritatea publică centrală care răspunde de protecția mediului. Legea mai specifică faptul că folosirea de capcane neautorizate este considerată braconaj.
Împușcarea unui animal sălbatic în afara perioadei legale de vânare a speciei din care face parte este permisă în anumite cazuri, între care și dacă acesta este captiv într-un anumit tip de cursă sau capcană, cu leziuni fizice evidente, care îi reduc vitalitatea și capacitatea de supraviețuire.
Vânătoarea, dar mai ales braconajul, s-au practicat de către țărani, pentru tot evul mediu, nu atât cu arme, cât pe bază de capcane. Cea mai simplă dintre ele, lațul sau balțul de sârmă sau de sfoară, era așezat în poziții strategice, în găurile din garduri pe unde treceau animale, la intrarea în staule sau în grajduri de vărare, cotețe, pe cărări umblate de aceste animale sălbatice, uneori cu momeală în fața lațului. După ce animalele băgau capul în laț, acesta se strângea în jurul gâtului, poprindu-le sau chiar sufocându-le, dacă se zbăteau mai mult. Unele lațuri erau completate cu contragreutăți sau legate de arbuști aplecați în așa fel ca, după prinderea în laț a animalului, acesta să fie suspendat în aer pentru a se sufoca etc.
Frecvente erau și capcanele, curse metalice făcute de fierarii din sat sau din satele specializate în fierărit. Pe o bază metalică, de obicei rotundă erau montate două fălci semicirculare, cu dinți, mobilizate de un arc de oțel. Între fălci era așezată momeala, în funcție de animalul vânat. Când animalul o atingea, declanșa o piedică ce ținea fălcile deschise. Prin închiderea lor ele prindeau piciorul sau gâtul animalului. Capcana, cursa era legată cu un lanț metalic de un punct fix, care putea fi un par bătut în pământ sau un copac. Și aceste curse erau așezate în locurile frecventate de animale sălbatice, uneori mascate de crengi, altele cu momeala lăsată la vedere, în funcție de animalul urmărit. Existau și curse speciale pentru șobolani sau dihori. În cursele metalice puteau fi prinse animale mari: mistreți, căprioare, lupi, vulpi etc.
Deoarece în evul mediu, în Transilvania a fost interzisă vânătoarea speciilor utile de către țăranii dependenți (șerbi), aceștia au dezvoltat și rafinat tehnici de vânare pasivă. Ei capturau animalele în gropi, cu capcane diverse, cu lațuri, cu curse metalice, declanșate de un arc. Vânătoarea cu arme de foc constituia apanajul nobilimii, dar era practicată și în zonele de țărani liberi, cu atribuții militare. În Muzeul Etnografic al Transilvaniei sunt expuse piese legate de practicarea de către țărani a vânătorii pasive (cu capcane) și active (cu arme albe și de arme de foc).

## Legături externe
- „Trap”. Encyclopædia Britannica. 27 (ed. 11). 1911. pp. 212–213.
- How to do Trap, Neuter, Return: using humane cat traps Stray Cat Alliance
- Camp Life in the Woods and the Tricks of Trapping and Trap Making by William Hamilton Gibson, from Project Gutenberg
- Traps and Snares Collection
- Wildwood Survival: How to construct a Figure-4 deadfall trap
- Joint Industry Briefing: The importance of snaring (Scotland)
- How To Make a Snare: Survival Education by Hemming Outdoors